# Xenorhipis hidalgoensis
Xenorhipis hidalgoensis är en skalbaggsart som beskrevs av Knull 1952. Xenorhipis hidalgoensis ingår i släktet Xenorhipis och familjen praktbaggar. Inga underarter finns listade i Catalogue of Life.